# Leopold Ungar
Leopold Ungar (Wiener Neustadt, Estado de Baja Austria, 8 de agosto de 1912 - Viena, 30 de abril de 1992) fue un sacerdote católico y presidente de Caritas Austria (1964-1991).

## Biografía

### Formación académica y trabajo pastoral

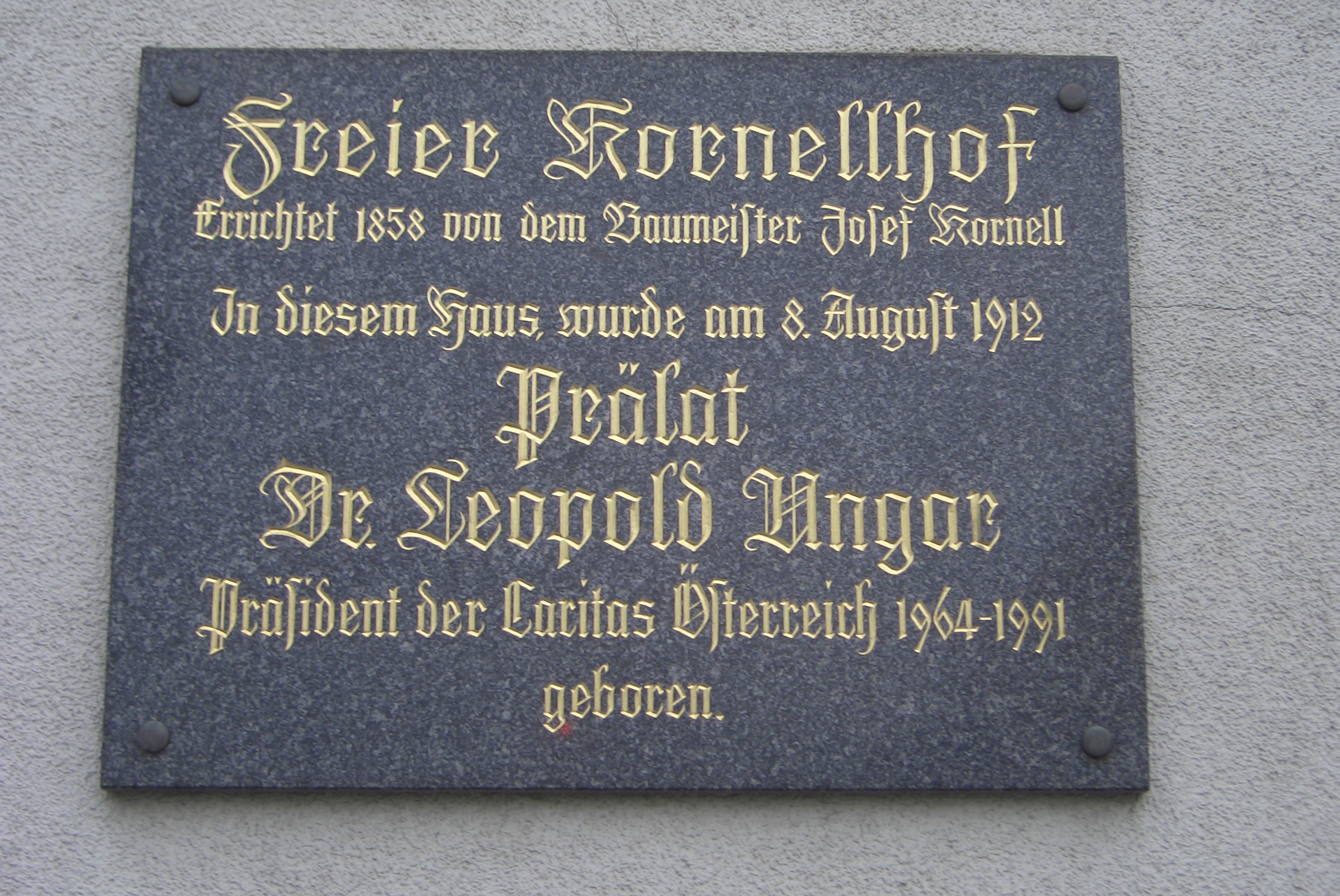
Placa en el lugar de nacimiento de Leopold Ungar en Wiener Neustadt (Grazer Str. 106).

En 1935 recibió su doctorado en Derecho y entró en el seminario de Viena. Debido a su ascendencia judía, tuvo que huir a Francia en 1938. En 1939 fue ordenado sacerdote en París. En 1940 huyó a Inglaterra a causa de los nacionalsocialistas. En 1947 regresó a Austria y se convirtió en capellán en Meidling (Viena) y en 1948 en Wieden (Viena).

### Caritas Austria
En 1950 se convirtió en jefe de Caritas de la Arquidiócesis de Viena y, entre otras cosas, organizó la ayuda a los refugiados del levantamiento húngaro de 1956. El 1 de diciembre de 1988, entregó la gestión a Helmut Schüller. Entre 1964 y 1991 fue presidente de Caritas Austria.
En 1953 fue nombrado monseñor y en 1963 prelado. Ungar tenía una biblioteca privada de aproximadamente tres mil libros. Falleció a causa de un cáncer el 30 de abril de 1992, y fue enterrado en el cementerio Kahlenberg en Josefsdorf, un distrito de Viena.

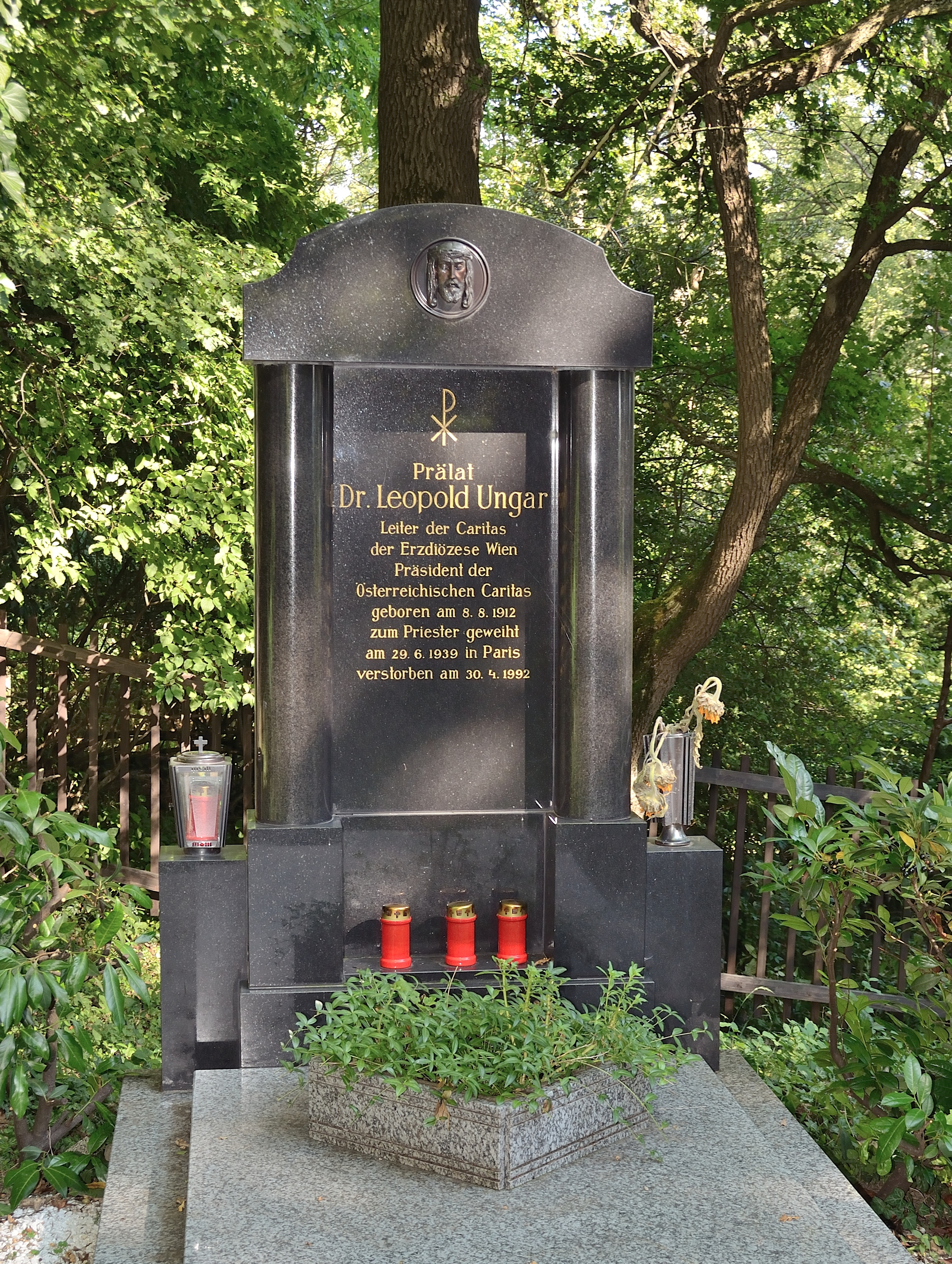
Tumba de monseñor Leopold Ungar.

## Premios y reconocimientos
- 2001: Caritas de la Arquidiócesis de Viena inaugura el nuevo Centro Caritas en Viena-Ottakring, al que pone el nombre de "Leopold-Ungar-Haus".
- 2004: Se crea el Premio de Periodismo Prelado de Austria Leopold Ungar.
- 2014: Se inaugura la plaza Leopold-Ungar-Platz en Viena-Döbling.

## Publicaciones
- Herausgeber von: Die Hungrigen speisen, die Traurigen trösten, Erfahrungen, Überlegungen, Experimente einer zeitgemässen Caritas. Herder, Wien 1978, ISBN 3-210-24562-2
- Die Weltanschauung Gottes, Ephelant, Wien 1987, ISBN 3-900766-00-2